# Gino Bechi
Gino Bechi (Florença, 16 de outubro de 1913 - 2 de fevereiro de 1993) foi um barítono italiano, dos mais proeminentes da sua geração, particularmente associado ao repertório italiano, especialmente Verdi.

## Vida
Bechi estudou na sua terra natal Florença com 'Raul Frazzi' e 'di Giorgio', e fez a sua estréia em Empoli, em 1936, como 'Germont' em La traviata de Giuseppe Verdi. 
Cantou amplamente na Itália, aparecendo com freqüência na Ópera de Roma de 1938 a 1952, e no La Scala de 1939 a 1953 o seu maior sucesso, quando cantou o papel títular em Nabucco na sua reabertura em 1946. 
Foi o maior barítono dramático do seu tempo, em papéis, como Rigoletto, Count de Luna, Renato, Carlo, Amonasro, Alfio, Gérard, e também admirado como Figaro e Hamlet.
Bechi possuía uma bela voz. Foi ouvido em primeiras gravações em, Zazà,com Beniamino Gigli, com quem gravou a integral Un ballo in maschera, Aida, Andrea Chénier, e Cavalleria rusticana, de Pietro Mascagni. Gravou Il barbiere di Siviglia, e uma gravação de Nabucco, com Maria Callas. 
Depois da guerra, começou uma carreira internacional, aparecendo em Lisboa, Barcelona, Paris, Bruxelas, Londres, Rio de Janeiro, Buenos Aires, Chicago, e San Francisco. 
Fazem parte do seu repertório, La favorita, Il trovatore, Otello, Guillaume Tell, Hamlet, Pagliacci, Tosca, etc.
Em 1950 durante uma representação de Falstaff no Covent Garden de Londres, a crítica não teve palavras de elogio para o barítono.
Regressou a Londres, em 1958 para cantar o Guillaume Tell de Gioachino Rossini, desta vez com grande successo.
Retirou-se de cena em 1965, leciona na Academia de Música Chigiana Siena, uma escola de formação de jovens cantores líricos em Florença. foi presidente do Concorso Internazionale di canto dedicado a Ettore Bastianini. e tornou-se diretor artístico do Teatro São Carlos, em Lisboa. 
Bechi cantou Germont em versão filmada de La Traviata com Anna Moffo e Franco Bonisolli em 1968.

## Filmografia
- Fuga a due voci (1943)
- Torna a Sorrento (1945)
- Pronto chi parla? (1946)
- Amanti in fuga (1946)
- Il segreto di Don Giovanni (1947)
- Arrivederci, papà! (1948)
- Una voce nel tuo cuore (1949)
- Follie per l'opera (1949)
- Signorinella (1949)
- Soho Conspiracy (1950)
- Ed Sullivan Show (show televisivo, 1951)
- Aida (1953, solo in voce)
- Canzoni a due voci (1953, solo in voce)
- Sinfonia d'amore (film 1954) (1954)
- La chiamavan Capinera (1957)
- La Traviata (1967)

## Videografia
- Verdi - La traviata - Anna Moffo, Franco Bonisolli, Gino Bechi - Giuseppe Patanè (1968), VAI